# Campo San Maurizio

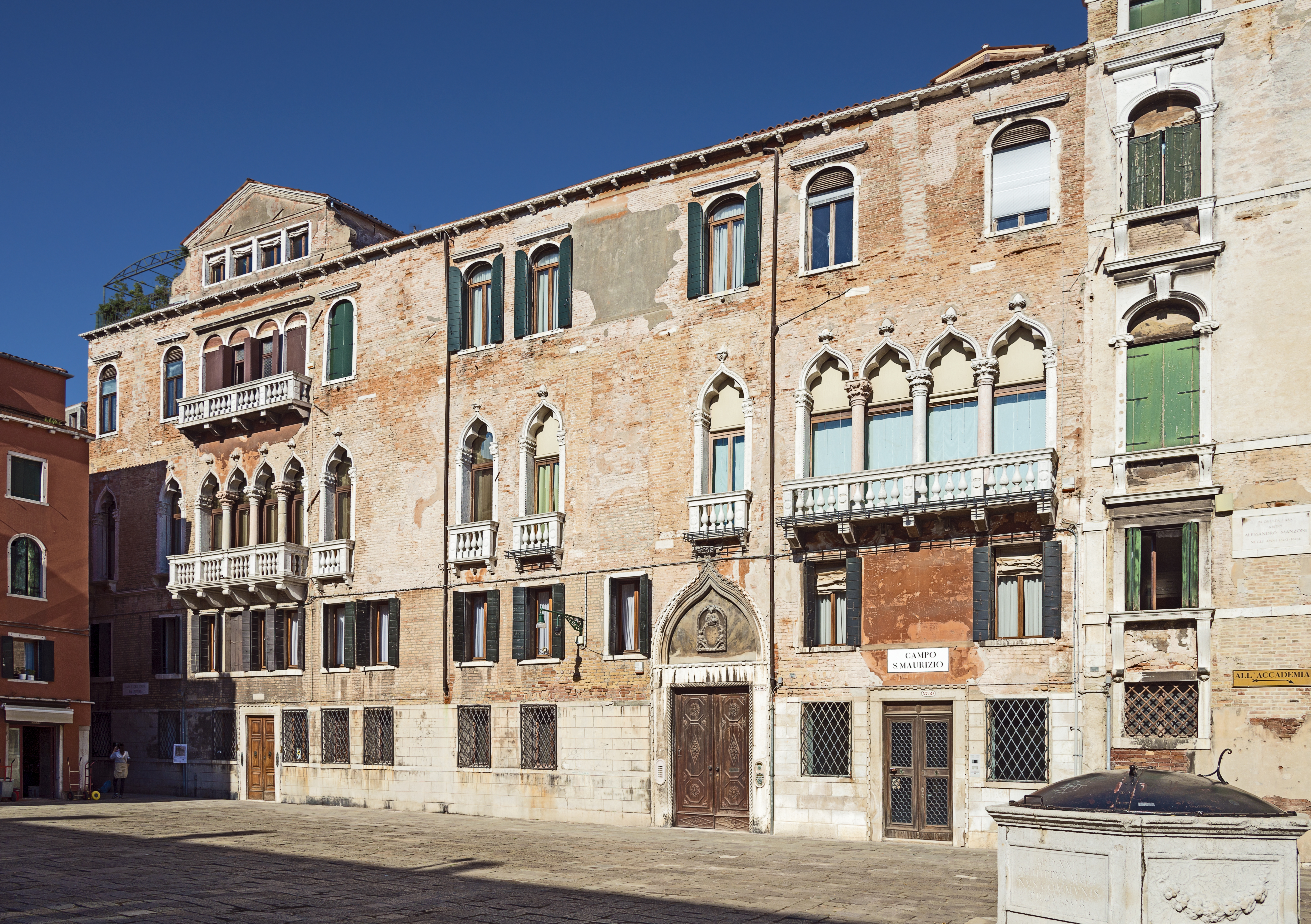
Palazzo Molin

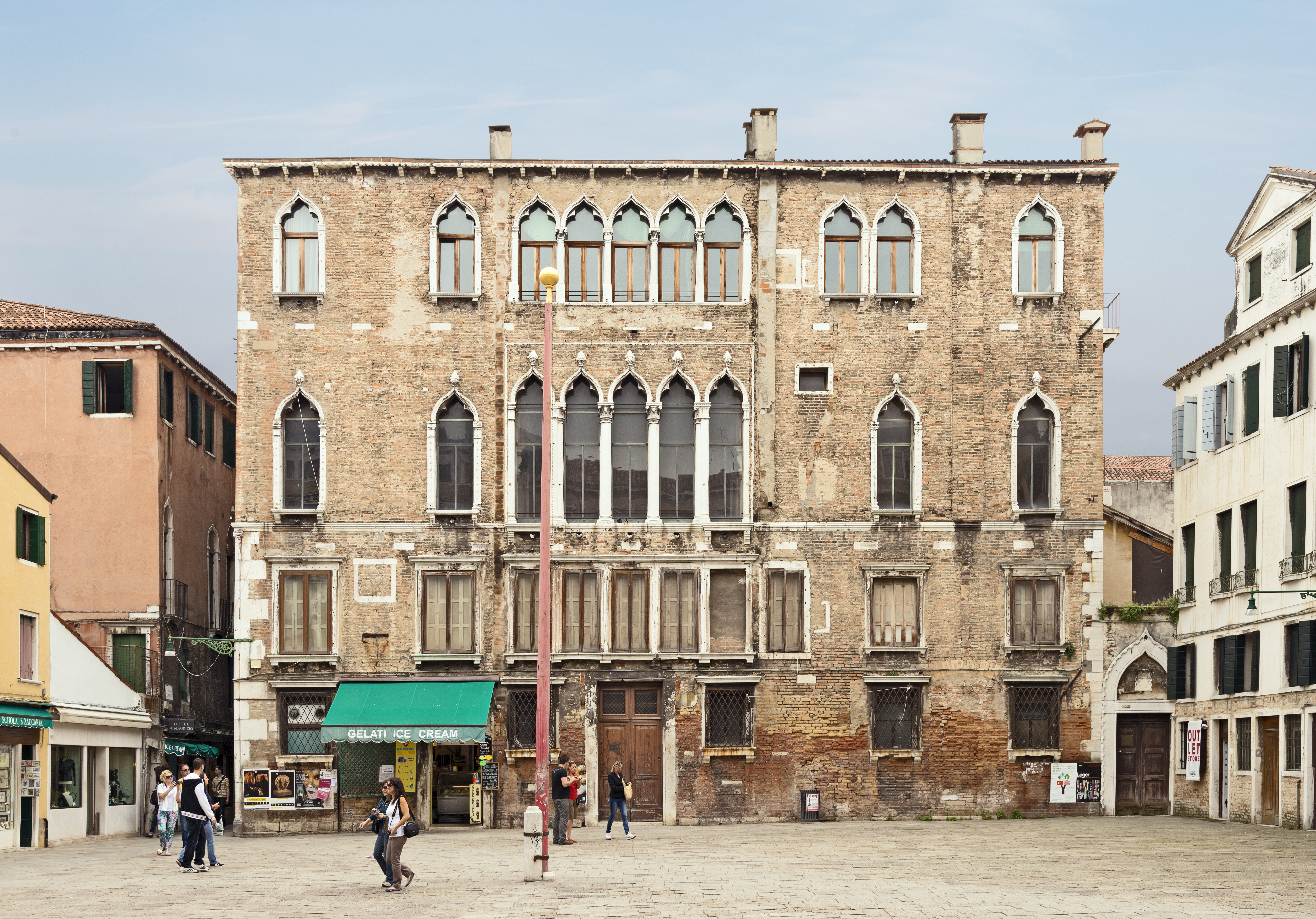
Palazzo Zaguri

Le Campo San Maurizio est une place de Venise située dans le sestiere de San Marco, non loin du Campo Santo Stefano, par la rue qui relie ce dernier à la Place Saint-Marc. Le campo a une certaine importance, à la fois par sa taille que par l'intérêt des bâtiments qui le bordent.

## L'église San Maurizio
D'origine très ancienne, l'église San Maurizio est le bâtiment qui ferme le campo au nord, avec sa façade néo-classique et son clocher.

## Palazzo Bellavite
Le Palazzo Bellavite est, avec le Palazzo Molin, du côté ouest de la place. Y a vécu le poète vénitien Giorgio Baffo, et l'écrivain Alessandro Manzoni.

## Palazzo Molin
Datant du XVe siècle, comme l'adjacent Palazzo Bellavite, le Palazzo Molin est composé de deux bâtiments de style gothique. Le portail est surmonté du blason de la famille Molin, de grande taille et en pierre. À l'intérieur sont conservés des vestiges anciens en stuc qui décoraient lautrefois es murs.

## Palazzo Zaguri
Le Palazzo Zaguri est l'édifice qui ferme le campo à l'est, tenant son nom du pont adjacent qui relie le secteur de San Maurizio à l'église Santa Maria del Giglio. Il a perdu le nom de la famille Pasqualini qui en a souhaité la construction, au XVe siècle. La façade gothique se compose de quatre niveaux.